# Psilochorus agnosticus
Psilochorus agnosticus är en spindelart som beskrevs av Chamberlin 1924. Psilochorus agnosticus ingår i släktet Psilochorus och familjen dallerspindlar. Inga underarter finns listade i Catalogue of Life.